# Anchichoerops natalensis
Genre
Espèce
Statut de conservation UICN

 LC  : Préoccupation mineure
Anchichoerops natalensis est une espèce de poissons téléostéens (Teleostei), la seule du genre Anchichoerops (monotypique).